# Championnat du monde d'échecs de la jeunesse
Pour le championnat du monde des moins de vingt ans, voir Championnat du monde d'échecs junior. Pour les autres championnats du monde d'échecs, voir Championnat du monde d'échecs (homonymie).
Le Championnat du monde d'échecs de la jeunesse est une compétition d'échecs ouverte aux garçons et aux filles de moins de 18 (U18), 16, 14, 12, 10 et 8 ans au 1er janvier. Le championnat a généralement lieu dans une seule ville, bien qu'à plusieurs occasions, le championnat des moins de seize ans fut séparé de celui des moins de dix-huit ans (en 1990, 1991, 1995 et 1997). En 1988, le championnat U18 s'est tenu à Aguadilla, et les autres à Timișoara.
La catégorie moins de 16 ans (cadets) est la plus ancienne des championnats, elle a été créée officieusement en 1974 en France pour les joueurs de moins de 17 ans et fut reconnue en 1977 par la Fédération internationale des échecs comme le championnat du monde des cadets. L'âge maximal fut réduit ensuite à moins de 16 ans, à dater du 1er janvier de l'année du championnat. Le premier championnat féminin sanctionné par la FIDE eut lieu en 1981.
Le championnat des moins de 14 ans fut inauguré en 1979, et celui des moins de huit ans en 2006.

## Palmarès des moins de 18 ans (depuis 1987)
| Édition Année | Édition Année | Lieu            | Mixte                                                               | Filles                                                      |
| ------------- | ------------- | --------------- | ------------------------------------------------------------------- | ----------------------------------------------------------- |
| 1             | 1987          | San Juan        | Gustavo Hernandez                                                   | Hulda Figueroa                                              |
| 2             | 1988          | Aguadilla       | Michael Hennigan (pl)                                               | Amelia Hernández (en)                                       |
| 3             | 1989          | Aguadilla       | Vladimir Akopian(2e : Alex Sherzer (pl))(3e : Christopher Lutz)     | Katrin Aladjova (en) (2e : Elena-Luminița Radu)             |
| 4             | 1990          | Singapour       | Sergei Tiviakov(2e : Vladimir Kramnik)(3e : Peter Heine Nielsen)    | Elena-Luminița Radu                                         |
| 5             | 1991          | Guarapuava      | Vladimir Kramnik(2e : Konstantin Sakaïev)(3e : Alekseï Aleksandrov) | Natasa Strizak (2e : Eva Repková)                           |
| 6             | 1992          | Duisbourg       | Konstantin Sakaïev                                                  | Ilaha Kadimova (2e : Nino Khourtsidzé)                      |
| 7             | 1993          | Bratislava      | Zoltán Almási                                                       | Ilaha Kadimova (2e : Eva Repková) (3e : Almira Skripchenko) |
| 8             | 1994          | Szeged          | Peter Svidler (2e : Róbert Ruck)                                    | Inna Gaponenko (2e : Zuzana Hagarova)                       |
| 9             | 1995          | Guarapuava      | Robert Kempiński(2e : Emil Sutovsky)                                | Corina Peptan                                               |
| 10            | 1996          | Cala Galdana    | Rafael Leitão                                                       | Marta Zielinska                                             |
| 11            | 1997          | Erevan          | Ruslan Ponomariov                                                   | Rusudan Goletiani                                           |
| 12            | 1998          | Oropesa del Mar | Nicholas Pert                                                       | Ruth Sheldon (en) (3e : Ievguenia Ovod)                     |
| 13            | 1999          | Oropesa del Mar | Dmitri Kokarev(2e : Laurent Fressinet)                              | Aarthie Ramaswamy (en) (2e : Ievguenia Ovod)                |
| 14            | 2000          | Oropesa del Mar | Francisco Vallejo Pons(2e : Leinier Dominguez)                      | Zeynab Mamedyarova                                          |
| 15            | 2001          | Oropesa del Mar | Dmitri Iakovenko(2e : Artiom Timofeïev)                             | Sopio Gvetadzé(3e : Sophie Milliet)                         |
| 16            | 2002          | Héraklion       | Ferenc Berkes(2e : Shakhriyar Mamedyarov)(3e : Pentala Harikrishna) | Elisabeth Pähtz (3e : Marie Sebag)                          |
| 17            | 2003          | Kallithéa       | Shakhriyar Mamedyarov (3e : Tomi Nybäck)                            | Nana Dzagnidzé (3e : Natalia Pogonina)                      |
| 18            | 2004          | Héraklion       | Radosław Wojtaszek(2e : Evgueni Tomachevski)(3e : Ahmed Adly)       | Jolanta Zawadzka (2e : Marie Sebag)                         |
| 19            | 2005          | Belfort         | Ildar Khaïroulline(2e : Radosław Wojtaszek)                         | Maka Purtseladzé (2e : Batkhuyagiin Möngöntuul)             |
| 20            | 2006          | Batoumi         | Arik Braun(2e : Hrant Melkoumian)(3e : Bassem Amin)                 | Harika Dronavalli                                           |
| 21            | 2007          | Kemer Antalya   | Ivan Popov(2e : Romain Édouard) (3e : Aleksandr Rakhmanov)          | Valentina Gounina                                           |
| 22            | 2008          | Vũng Tàu        | Ivan Šarić(2e : Nguyễn Ngọc Trường Sơn)(3e : Samuel Shankland)      | Valentina Golubenko (en) (3e : Olga Guiria)                 |
| 23            | 2009          | Kemer Antalya   | Maksim Matlakov (2e : Iván Salgado López) (3e : Kacper Piorun)      | Olga Guiria                                                 |
| 24            | 2010          | Sithonie        | Steven Zierk (en)(2e : Samvel Ter-Sahakian)(3e : Nils Grandelius)   | Narmin Kazimova (2e : Deysi Cori)                           |
| 25            | 2011          | Caldas Novas    | Samvel Ter-Sahakian(2e : Vladimir Fedosseïev)                       | Meri Arabidzé (2e : Alina Kachlinskaïa)                     |
| 26            | 2012          | Maribor         | Dariusz Świercz (2e : Hovhannes Gabouzian) ( 3e : Jorge Cori)       | Aleksandra Goriatchkina                                     |
| 27            | 2013          | Al-Ain          | Pouya Idani ( 2e : David Antón Guijarro) ( 3e : Suri Vaibhav)       | Lidia Tomnikova (en)                                        |
| 28            | 2014          | Durban          | Oleksandr Bortnyk (2e : Suri Vaibhav)                               | Dinara Saduakassova (3e : Xiao Yiyi)                        |
| 29            | 2015          | Porto Carras    | Masoud Mosadeghpour (2e : Kirill Alekseïenko)                       | M. Mahalakshmi                                              |
| 30            | 2016          | Khanty-Mansiïsk | Manuel Petrossian                                                   | Stavroúla Tsolakídou                                        |
| 31            | 2017          | Montevideo      | José Eduardo Martínez Alcántara                                     | Laura Unuk                                                  |
| 32            | 2018          | Porto Carras    | Viktor Gažík (3e : Szymon Gumularz)                                 | Polina Chouvalova                                           |
| 33            | 2019          | Mumbai          | Rameshbabu Praggnanandhaa                                           | Polina Chouvalova                                           |
| 34            | 2020          | Internet        | Nihal Sarin                                                         | Carissa Yip                                                 |
| 35            | 2021          | Internet        | Nikolaos Spyropoulos                                                | Govhar Beydullayeva                                         |
| 36            | 2022          | Mamaia          | Shawn Rodrigue-Lemieux                                              | Mariam Mkrtchyan                                            |
| 37            | 2023          | Montesilvano    | Alekseï Grebnev                                                     | Ayan Allahverdiyeva                                         |
| 38            | 2024          | Florianópolis   | Alekseï Grebnev                                                     | Olga Karmanova                                              |

## Palmarès des moins de 17 ans (cadets, de 1974 à 1979)
| Année | Lieu                | Champion              | Deuxième            | Troisième(s)                                                  |
| ----- | ------------------- | --------------------- | ------------------- | ------------------------------------------------------------- |
| 1974  | Pont-Sainte-Maxence | Jonathan Mestel       | Ievgueni Vladimirov | Oskar Orel                                                    |
| 1975  | Creil               | David S. Goodman (en) | Terence Wong        | Predrag Nikolić                                               |
| 1976  | Wattignies          | Nir Grinberg          | Murray Chandler     | Ian Rogers Margeir Pétursson Garry Kasparov Attila Grószpéter |
| 1977  | Cagnes-sur-Mer      | Jón Loftur Árnason    | Jay Whitehead       | Garry Kasparov                                                |
| 1978  | Sas van Gent        | Paul Motwani          | Jose Nuergo         | Nigel Short                                                   |
| 1979  | Belfort             | Marcelo Tempone (es)  | Nigel Short         | Iván Morovic                                                  |

## Palmarès des moins de 16 ans (depuis 1980)
| Année | Lieu                | Mixte                                                              | Filles                                                       |
| ----- | ------------------- | ------------------------------------------------------------------ | ------------------------------------------------------------ |
| 1980  | Le Havre            | Valeri Salov                                                       |                                                              |
| 1981  | Embalse             | Stuart Conquest                                                    | Susan Polgar                                                 |
| 1982  | Guayaquil           | Ievgueni Bareïev                                                   |                                                              |
| 1983  | Bucaramanga         | Alekseï Dreïev                                                     |                                                              |
| 1984  | Champigny-sur-Marne | Alekseï Dreïev(2e : Jeroen Piket)(3e : Viswanathan Anand)          | Ildikó Mádl                                                  |
| 1985  | Petah Tikva         | Eduardo Rojas Sepulveda (pl)                                       | Mirjana Marić(2e : Nataša Bojković)(3e : Isabelle Kientzler) |
| 1986  | Río Gallegos        | Vladimir Akopian(2e : Ilia Gourevitch)(3e : Christopher Lutz)      | Katrin Aladjova (en)                                         |
| 1987  | Innsbruck           | Hannes Stefánsson(2e : Michael Adams)(3e : Loek van Wely)          | Alissa Galliamova                                            |
| 1988  | Timișoara           | Alexeï Chirov(2e : Ilia Gourevitch)(3e : Joël Lautier)             | Alissa Galliamova                                            |
| 1989  | Aguadilla           | Sergei Tiviakov(2e : Matthew Sadler)                               | Krystyna Dąbrowska                                           |
| 1990  | Singapour           | Konstantin Sakaïev (3e : Veselin Topalov)                          | Tea Lanchava                                                 |
| 1991  | Guarapuava          | Dharshan Kumaran (en)(2e : Alexander Onischuk)(3e : Zoltán Almási) | Nino Khourtsidzé                                             |
| 1992  | Duisbourg           | Ronen Har-Zvi (en)(2e : Peter Svidler)(3e : Daniel Fridman)        | Almira Skripchenko                                           |
| 1993  | Bratislava          | Đào Thiên Hải                                                      | Elina Danielian                                              |
| 1994  | Szeged              | Péter Lékó                                                         | Natalia Joukova                                              |
| 1995  | Guarapuava          | Hrvoje Stević                                                      | Rusudan Goletiani                                            |
| 1996  | Cala Galdana (en)   | Alik Gershon                                                       | Anna Zozulia                                                 |
| 1997  | Erevan              | Levente Vajda                                                      | Xu Yuanyuan                                                  |
| 1998  | Oropesa del Mar     | Ibraghim Khamrakulov                                               | Wang Yu                                                      |
| 1999  | Oropesa del Mar     | Leonid Kritz                                                       | Sopiko Khoukhachvili                                         |
| 2000  | Oropesa del Mar     | Zviad Izoria                                                       | Sopiko Khoukhachvili                                         |
| 2001  | Oropesa del Mar     | Konstantine Schanawa (de)                                          | Nana Dzagnidzé                                               |
| 2002  | Héraklion           | Levan Pantsulaia                                                   | Tamara Tchistiakova                                          |
| 2003  | Kallithéa           | Borki Predojević                                                   | Polina Malicheva                                             |
| 2004  | Héraklion           | Maxim Rodshtein (2e : David Baramidze)                             | Bela Khotenashvili                                           |
| 2005  | Belfort             | Aleksandr Lenderman                                                | Anna Mouzytchouk                                             |
| 2006  | Batoumi             | Jacek Tomczak                                                      | Sopiko Guramishvili                                          |
| 2007  | Kemer (Antalya)     | Ioan-Cristian Chirilă (en)                                         | Keti Tsatsalashvili                                          |
| 2008  | Vũng Tàu            | Baskaran Adhiban                                                   | Nazi Paikidze                                                |
| 2009  | Kemer (Antalya)     | Panayappan Sethuraman                                              | Deysi Cori                                                   |
| 2010  | Sithonie            | Kamil Dragun                                                       | Nastassia Ziazioulkina                                       |
| 2011  | Caldas Novas        | Jorge Cori                                                         | Nastassia Ziazioulkina                                       |
| 2012  | Maribor             | Iouri Elisseïev(3e : Maksim Tchigaïev)                             | Anna Styazhkina (en)                                         |
| 2013  | Al-Aïn              | Murali Karthikeyan                                                 | Gu Tianlu (3e : Sarah Khademalsharieh)                       |
| 2014  | Durban              | Alan Pichot (3e : Bilel Bellahcene)                                | Laura Unuk (2e : Stavroúla Tsolakídou)                       |
| 2015  | Porto Carras        | Roven Vogel (de) (2e : Luca Moroni)                                | Stavroúla Tsolakídou                                         |
| 2016  | Khanty-Mansiïsk     | Haïk Martirossian                                                  | Hagawane Aakanksha (3e : Polina Chouvalova)                  |
| 2017  | Montevideo          | Andreï Essipenko (3e : Szymon Gumularz)                            | Annie Wang (2e : Polina Chouvalova)                          |
| 2018  | Porto Carras        | Shant Sargsian                                                     | Annmarie Mütsch (de)                                         |
| 2019  | Bombay              | Roudik Makarian (en)                                               | Leïa Garifoullina                                            |
| 2020  | Internet            | Frederik Svane                                                     | Rakshitta Ravi                                               |
| 2021  | Internet            | Volodar Mourzine                                                   | Xeniya Balabayeva                                            |
| 2022  | Mamaia              | Pranav Anand                                                       | Davaakhuu Munkhzul                                           |
| 2023  | Montesilvano        | Jakub Seeman                                                       | Chuqiao Wang                                                 |
| 2024  | Florianópolis       | Javier Habans Aguerrea                                             | Afruza Khamdamova                                            |

## Palmarès des moins de 14 ans (1979-1981 et depuis 1984)
| Année                                                | Lieu            | Mixte                                               | Filles                                        |
| ---------------------------------------------------- | --------------- | --------------------------------------------------- | --------------------------------------------- |
| Coupe du monde des enfants de 1979 à 1981            |                 |                                                     |                                               |
| 1979                                                 | Durango         | Miroljub Lazic                                      |                                               |
| 1980                                                 | Mazatlán        | Julio Granda                                        |                                               |
| 1981                                                 | Xalapa          | Saeed Ahmed Saeed                                   |                                               |
| Championnat du monde des moins de 14 ans depuis 1984 |                 |                                                     |                                               |
| 1984                                                 | Lomas de Zamora | Lluis Comas Fabregó(3e : Joël Lautier)              |                                               |
| 1985                                                 | Lomas de Zamora | Ilia Gourevitch                                     | Sandra Villegas                               |
| 1986                                                 | San Juan        | Joël Lautier(2e : Zsófia Polgár)(3e : Judit Polgár) | Zsófia Polgár                                 |
| 1987                                                 | San Juan        | Miroslav Marković(2e : Matthew Sadler)              | Cathy Haslinger                               |
| 1988                                                 | Timișoara       | Eran Liss(2e : Gata Kamsky)(3e : Andrei Istrățescu) | Tea Lanchava                                  |
| 1989                                                 | Aguadilla       | Veselin Topalov(2e : Vladimir Kramnik)              | Anna Segal                                    |
| 1990                                                 | Fond du Lac     | Judit Polgár                                        | Diana Darchia                                 |
| 1991                                                 | Mamaia          | Marcin Kamiński                                     | Corina Peptan                                 |
| 1992                                                 | Duisbourg       | Jurij Tihonov                                       | Elina Danielian                               |
| 1993                                                 | Bratislava      | Vladimir Malakhov                                   | Ruth Sheldon                                  |
| 1994                                                 | Szeged          | Alik Gershon                                        | Rusudan Goletiani                             |
| 1995                                                 | São Lourenço    | Valeriane Gaprindachvili                            | Xu Xuun Yuan                                  |
| 1996                                                 | Cala Galdana    | Gabriel Sargissian                                  | Wang Yu                                       |
| 1997                                                 | Cannes          | Sergueï Grigoriants                                 | Ana Matnadzé                                  |
| 1998                                                 | Oropesa del Mar | Bu Xiangzhi                                         | Nadejda Kosintseva                            |
| 1999                                                 | Oropesa del Mar | Zahar Efimenko                                      | Zhao Xue                                      |
| 2000                                                 | Oropesa del Mar | Aleksandr Arechtchenko                              | Humpy Koneru                                  |
| 2001                                                 | Oropesa del Mar | Viktor Erdős                                        | Salomé Melia                                  |
| 2002                                                 | Héraklion       | Luka Lenič                                          | Laura Rogule                                  |
| 2003                                                 | Kallithéa       | Siarheï Jyhalka                                     | Valentina Gounina                             |
| 2004                                                 | Héraklion       | Ildar Khaïroulline                                  | Dronavalli Harika                             |
| 2005                                                 | Belfort         | Lê Quang Liêm                                       | Ielena Taïrova                                |
| 2006                                                 | Batoumi         | Vasif Durarbeyli                                    | Klaudia Kulon                                 |
| 2007                                                 | Kemer Antalya   | Sanan Siouguirov                                    | Nazi Paikidze                                 |
| 2008                                                 | Vũng Tàu        | Vidit Santosh Gujrathi                              | Rout Padmini                                  |
| 2009                                                 | Kemer Antalya   | Jorge Cori                                          | Marsel Efroimski                              |
| 2010                                                 | Sithonie        | Kanan Izzat                                         | Dinara Saduakassova                           |
| 2011                                                 | Caldas Novas    | Kirill Alekseïenko                                  | Aleksandra Goriatchkina                       |
| 2012                                                 | Maribor         | Kayden Troff                                        | M. Mahalakshmi                                |
| 2013                                                 | Al-Aïn          | Li Di                                               | Stavroúla Tsolakídou                          |
| 2014                                                 | Durban          | Liu Yan                                             | Zhou Qiyu (au départage) 2e : Oliwia Kiolbasa |
| 2015                                                 | Porto Carras    | Shamsiddin Vokhidov                                 | Rameshbabu Vaishali                           |
| 2016                                                 | Khanty-Mansiïsk | Semen Lomassov                                      | Zhu Jiner                                     |
| 2017                                                 | Montevideo      | Dambasuren Batsuren                                 | Jishitha Dhanumuri                            |
| 2018                                                 | Porto Carras    | Pedro Antonio Gines Esteo                           | Ning Kaiyu (2e : Song Yuxin)                  |
| 2019                                                 | Bombay          | Aydın Süleymanlı                                    | Meruert Kamalidenova                          |
| 2020                                                 | Internet        | Gukesh D                                            | Eline Roebers                                 |
| 2021                                                 | Internet        | Ediz Gurel                                          | Zsóka Gaál                                    |
| 2022                                                 | Mamaia          | Ilamparthi A R                                      | Zarina Nurgaliyeva                            |
| 2023                                                 | Montesilvano    | Pawel Sowinski                                      | Afruza Khamdamova                             |
| 2024                                                 | Florianópolis   | Patryk Cieslak                                      | Diana Khafizova                               |

## Palmarès des moins de 12 ans (depuis 1986)
| Année | Lieu                         | Mixte                                    | Filles                                    |
| ----- | ---------------------------- | ---------------------------------------- | ----------------------------------------- |
| 1986  | San Juan                     | Dharshan Kumaran                         |                                           |
| 1987  | San Juan                     | Héðinn Steingrímsson                     | Yvonne Krawiec                            |
| 1988  | Timișoara                    | Judit Polgár                             | Zhu Chen                                  |
| 1989  | Aguadilla                    | Jorge Zamora                             | Diana Darchia                             |
| 1990  | Fond du Lac                  | Boris Avroukh                            | Corina Peptan                             |
| 1991  | Mamaia                       | Rafael Leitão                            | Dalia Blimke                              |
| 1992  | Duisbourg                    | Giorgi Bakhtadze                         | Iweta Rajlich                             |
| 1993  | Bratislava                   | Ievgueni Chapochnikov                    | Eugenia Chasovnikova                      |
| 1994  | Szeged                       | Levon Aronian                            | Nguyen Thi Dung                           |
| 1995  | São Lourenço                 | Étienne Bacrot                           | Viktorija Čmilytė                         |
| 1996  | Cala Galdana                 | Kamil Mitoń                              | Alexandra Kosteniouk                      |
| 1997  | Cannes                       | Aleksandr Riazantsev                     | Zhao Xue                                  |
| 1998  | Oropesa del Mar              | Teimour Radjabov                         | Humpy Koneru                              |
| 1999  | Oropesa del Mar              | Wang Yue (2e : Daniël Stellwagen)        | Nana Dzagnidzé                            |
| 2000  | Oropesa del Mar              | Deep Sengupta                            | Atousa Pourkashiyan                       |
| 2001  | Oropesa del Mar              | Sergueï Kariakine                        | Shen Yang                                 |
| 2002  | Héraklion                    | Ian Nepomniachtchi (2e : Magnus Carlsen) | Tan Zhongyi                               |
| 2003  | Kallithéa, Chalcidique       | Wei Chenpeng                             | Ding Yixin                                |
| 2004  | Héraklion                    | Zhao Nan                                 | Klaudia Kulon                             |
| 2005  | Belfort                      | Srinath Narayanan                        | Meri Arabidzé                             |
| 2006  | Batoumi                      | Robert Aghasarian                        | Mariam Danelia                            |
| 2007  | Kemer Antalya                | Daniel Naroditsky                        | Marsel Efroimski                          |
| 2008  | Vũng Tàu                     | Sayantan Das                             | Zhai Mo                                   |
| 2009  | Kemer Antalya                | Bobby Cheng                              | Sarah Khademalsharieh                     |
| 2010  | Sithonie                     | Wei Yi                                   | Ioulia Osmak                              |
| 2011  | Caldas Novas                 | Murali Karthikeyan                       | Zhansaya Abdumalik                        |
| 2012  | Maribor                      | Samuel Sevian                            | Rameshbabu Vaishali                       |
| 2013  | Al-Ain                       | Aram Hakobian                            | Zhao Shengxin                             |
| 2014  | Durban                       | Nguyễn Anh Khôi                          | Jennifer Yu (2e : Ielizaveta Solojenkina) |
| 2015  | Porto Carras                 | Mahammad Muradli (2e : Nihal Sarin)      | Nurgyul Salimova (2e : Carissa Yip)       |
| 2016  | Batoumi                      | Nikhil Kumar                             | Bibisara Assaubayeva                      |
| 2017  | Montevideo                   | Vincent Tsay                             | Divya Deshmukh                            |
| 2018  | Saint-Jacques-de-Compostelle | Dommaraju Gukesh                         | Bhaskar Savitha Shri                      |
| 2019  | Weifang                      | Zhou Liran                               | Galina Mikheïeva                          |
| 2020  | Internet                     | Dimitar Mardov                           | Alice Lee                                 |
| 2021  | Internet                     | Ihor Samunenkov                          | Alice Lee                                 |
| 2022  | Batoumi                      | Artem Uskov                              | Gupta Shubhi                              |
| 2023  | Charm el-Cheikh              | Dau Khuong Duy                           | Devindya Oshini Gunawardhana              |

## Palmarès des moins de 10 ans (depuis 1986)
| Année | Lieu                         | Mixte                                        | Filles                                     |
| ----- | ---------------------------- | -------------------------------------------- | ------------------------------------------ |
| 1986  | San Juan                     | Jeff Sarwer                                  | Julia Sarwer                               |
| 1987  | San Juan                     | John Viloria                                 | Susan Urminska                             |
| 1988  | Timișoara                    | Jorge Zamora                                 | Corina Peptan                              |
| 1989  | Aguadilla                    | Irwin Irnandi                                | Antoaneta Stefanova                        |
| 1990  | Fond du Lac                  | Nawrose Farh Nur                             | Evelyn Moncayo Romero                      |
| 1991  | Mamaia                       | Adrien Leroy                                 | Carmen Voicu                               |
| 1992  | Duisbourg                    | Luke McShane                                 | Parvana Ismaïlova                          |
| 1993  | Bratislava                   | Étienne Bacrot                               | Ana Matnadzé                               |
| 1994  | Szeged                       | Sergueï Grichtchenko                         | Svetlana Cherednichenko                    |
| 1995  | São Lourenço                 | Boris Gratchev                               | Alina Motoc                                |
| 1996  | Cala Galdana                 | Pentala Harikrishna                          | Maria Kursova                              |
| 1997  | Cannes                       | Sayed Javad Alavi Moghaddam                  | Humpy Koneru                               |
| 1998  | Oropesa del Mar              | Ievgueni Romanov                             | Vera Nebolsina                             |
| 1999  | Oropesa del Mar              | Dmitri Andreïkine                            | Kateryna Lagno                             |
| 2000  | Oropesa del Mar              | Nguyễn Ngọc Trường Sơn                       | Tan Zhongyi                                |
| 2001  | Oropesa del Mar              | Tamas Fodor                                  | Tan Zhongyi                                |
| 2002  | Héraklion                    | Eltaj Safarli                                | Lara Stock                                 |
| 2003  | Kallithéa                    | Sanan Siouguirov                             | Hou Yifan                                  |
| 2004  | Héraklion                    | Yu Yangyi 2e : Jules Moussard 3e : Hou Yifan | Meri Arabidzé                              |
| 2005  | Belfort                      | Sahaj Grover                                 | Wang Jue                                   |
| 2006  | Batoumi                      | Koushik Girish                               | Cholleti Sahajasri                         |
| 2007  | Kemer Antalya                | Wang Tong Sen                                | Anna Stiajkina                             |
| 2008  | Vũng Tàu                     | Jan-Krzysztof Duda                           | Aleksandra Goriatchkina                    |
| 2009  | Kemer Antalya                | Bai Jinshi                                   | Gunay Mammadzada                           |
| 2010  | Sithonie                     | Jason Cao                                    | Nomin-Erdene Davaademberel                 |
| 2011  | Caldas Novas                 | Zhu Yi                                       | Alexandra Obolentseva 2e : Viktoria Radeva |
| 2012  | Maribor                      | Nguyễn Anh Khôi                              | Nutakki Priyanka                           |
| 2013  | Al-Ain                       | Awonder Liang                                | Saina Salonika                             |
| 2014  | Durban                       | Nihal Sarin                                  | Divya Deshmukh                             |
| 2015  | Porto Carras                 | Rameshbabu Praggnanandhaa                    | Rakshitta Ravi                             |
| 2016  | Batoumi                      | Ilia Makoveïev                               | Rochelle Wu                                |
| 2017  | Montevideo                   | Zhou Liran                                   | Wei Yaqing                                 |
| 2018  | Saint-Jacques-de-Compostelle | Jin Yueheng                                  | Samantha Edithso                           |
| 2019  | Weifang                      | Savva Vetokhine                              | Alice Lee                                  |
| 2020  | Internet                     | Vaclav Finek                                 | Omya Vidyarthi                             |
| 2021  | Internet                     | Yağız Kaan Erdoğmuş                          | Diana Preobrajenskaïa                      |
| 2022  | Batoumi                      | David Lacan Rus                              | Nika Venskaïa                              |
| 2023  | Charm el-Cheikh              | Danis Kuandykuly                             | Tianhao Xue                                |

## Palmarès des moins de 8 ans (depuis 2006)
| Année | Lieu                         | Mixte                     | Filles               |
| ----- | ---------------------------- | ------------------------- | -------------------- |
| 2006  | Batoumi                      | Chennamsetti Mohineesh    | Ivana Maria Furtado  |
| 2007  | Kemer Antalya                | Konstantin Savenkov       | Ivana Maria Furtado  |
| 2008  | Vũng Tàu                     | Tran Minh Thang           | Zhansaya Abdumalik   |
| 2009  | Kemer Antalya                | Arian Gholami             | Chu Ruotong          |
| 2010  | Sithonie                     | Abdulla Azar Gadimbayli   | Li Yunshan           |
| 2011  | Caldas Novas                 | Awonder Liang             | Bibisara Assaubayeva |
| 2012  | Maribor                      | Nodirbek Abdusattorov     | Motahare Asadi       |
| 2013  | Al-Ain                       | Rameshbabu Praggnanandhaa | Harmony Zhu          |
| 2014  | Durban                       | Ilia Makoveïev            | Munkhzul Davaakhuu   |
| 2015  | Porto Carras                 | H. Bharath Subramaniyam   | Nguyễn Lê Cẩm Hiền   |
| 2016  | Batoumi                      | Shageldi Kurbandurdyew    | Aisha Zakirova       |
| 2017  | Montevideo                   | Aren Emrikian             | Alserkal Rouda Essa  |
| 2018  | Saint-Jacques-de-Compostelle | Yuvraj Chennareddy        | Zhao Yunqing         |
| 2019  | Weifang                      | Artem Lebedev             | Yuan Zhilin          |
| 2020  | Pas de compétition           |                           |                      |
| 2021  | Pas de compétition           |                           |                      |
| 2022  | Batoumi                      | Marc Llari                | A Charvi             |
| 2023  | Charm el-Cheikh              | Roman Chogdjiev (en)      | Bodhana Sivanandan   |